# Rafał Antoniewski

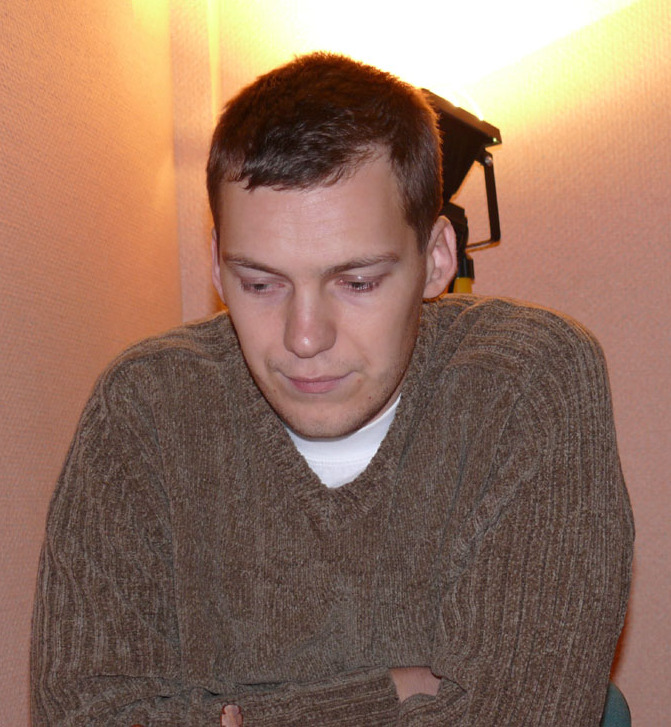
Rafał Antoniewski, 2007

Rafal Antoniewski (Bielsko-Biała, 3 december 1980) is een Poolse schaker. Hij is een grootmeester.
- Van 17 t/m 21 augustus 2003 speelde Antoniewski mee in de Leinfeldener Schachtage, een toernooi dat door hem met zeven uit negen gewonnen werd. Dimitri Bunzmann werd tweede met zeven punten terwijl Evgenij Ermenkov met 6½ punt derde werd.
- In augustus 2005 eindigde Antoniewski als eerste op de Solinger Schachwochen met 7½ punt uit negen ronden.